# Xavier: Renegade Angel
Xavier: Renegade Angel è una serie televisiva animata statunitense del 2007, creata da Vernon Chatman, John Lee, Alyson Levy e Jim Tozzi.
Descritta da Chatman come "un avvertimento per bambini e adulti sui pericoli della spiritualità", la serie presenta uno stile caratterizzato da una trama elaborata e non lineare che segue le riflessioni umoristiche di uno pseudo-sciamano umanoide itinerante, nonché ricercatore spirituale, di nome Xavier. La serie è nota per la satira e l'utilizzo dell'umorismo nero (che viene ideologicamente criticato continuamente dal protagonista) e surreale presentato attraverso uno stile New Age psichedelico.
La serie è stata trasmessa per la prima volta negli Stati Uniti su Adult Swim dal 4 novembre 2007 al 16 aprile 2009, per un totale di 20 episodi ripartiti su due stagioni. 
Nel 2020, Xavier ha tenuto un discorso inaugurale virtuale come parte del Commencement Speaker Series 2020 di Adult Swim, in risposta alla cancellazione delle cerimonie d'inaugurazione a causa della pandemia di COVID-19. Vernon Chatman ha prestato nuovamente la voce a Xavier all'interno di un video di sei minuti trasmesso su YouTube Live e sull'app di Adult Swim.

## Genere e struttura
Caratterizzata da un'animazione in CGI, paragonata a quella dei primi videogiochi in 3D come Second Life o World of Warcraft, ogni episodio della serie s'inizia con una serie di diatribe filosofiche presentate con giochi di parole e apparentemente prive di senso dal protagonista Xavier, una creatura umanoide coi capelli, il pelo, un becco e delle zampe di capra che narra un pensiero filosofico semi-spontaneo mentre vaga attraverso un deserto generato al computer. Attraverso le sue tendenze narcisiste, Xavier si presenta abusivamente in una città dove scatena inavvertitamente delle faide con la gente locale. Le frequenti premesse episodiche di Xavier traggono ispirazione principalmente dai primi serial televisivi come Cheyenne e Kung Fu.
Le trame profondamente ramificate e spesso ricorsive della serie sono per la maggior parte non lineari nella loro cronologia; tuttavia, ogni episodio contiene tematiche simili tra di loro che si ripercorrono lungo il corso della serie. Nonostante non vengano approfonditi nello specifico diversi aspetti e argomenti, la serie rappresenta "ciò che è sbagliato nella cultura occidentale pluralista e liberale".
La serie è nota per deridere tra gli altri il cristianesimo, l'islamismo, l'America centrale, gli stereotipi redneck e le subculture anarcho-punk. Xavier incorpora spesso temi interconnessi coi concetti filosofici o politici spesso giustapposti alla natura surreale e aleatoria della serie, esaminando da diversi punti di vista la società, la psicologia, i fenomeni culturali, il significato della vita, l'essere senziente, la realtà e la finzione. L'umorismo si orienta verso la ricerca filosofica di Xavier sulla "profondità", una dizione in "stile zen" che cita vari sistemi spirituali appartenenti ai nativi americani, agli indù o alla spiritualità orientale, che Xavier tenta apparentemente di imitare. Questi vengono quindi ridicolmente derisi e abusati attraverso i discorsi di Xavier, che riflettono sull'umorismo contemporaneo e portano il diallele di tali affermazioni lontano dal contesto. Gli argomenti di "tabù" come la necrofilia, la zoofilia, l'omofobia, l'aborto, la pedofilia, l'incesto, l'autolesionismo e il razzismo vengono accennati o presi in considerazione, anche se Xavier cerca spesso di ignorare queste situazioni quando cerca di continuare la sua conversazione o semplicemente parla con altre persone. Inoltre, gli epiteti razziali e di altro tipo vengono spesso usati da Xavier in modo spontaneo e spesso non significativo.

## Trama
La serie segue le avventure dello pseudo-sciamano Xavier, una creatura bizzarra affetta da eterocromia con il pelo, le ginocchia all'indietro, un serpente al posto della mano e un becco. Xavier vagabonda in giro per l'America nel tentativo di trovare un appagamento spirituale, trovare la verità sulle sue origini incerte e scoprire l'identità dell'uomo che ha ucciso i suoi genitori. Privo di intuizione, Xavier rimane costantemente ignaro del fatto che sia stato lui stesso ad uccidere i genitori, nonostante sia stato ribadito dai loro fantasmi che è sempre stata colpa sua. Nel frattempo che prosegue lungo la sua strada, critica e riflette sulle sue visioni e fa spesso del male involontariamente a coloro che incontra casualmente nel suo viaggio e a chi pensa di dover aiutare.

## Episodi
| Stagione         | Episodi | Prima TV USA | Prima TV Italia |
| ---------------- | ------- | ------------ | --------------- |
| Prima stagione   | 10      | 2007-2008    | inedita         |
| Seconda stagione | 10      | 2009         | inedita         |

## Personaggi e doppiatori
- Xavier (stagioni 1-2), doppiato da Vernon Chatman.
Xavier è un vagabondo egocentrico, incurante e sociopatico che cerca di agire come saggio maestro per "aiutare" le persone che pensa siano in difficoltà. Spesso dimostra di essere profondamente insicuro e si altera quando le persone lo fanno sentire male con sé stesso o hanno un pregiudizio su di lui. La sua mano sinistra è un serpente e solitamente lo utilizza come una mano normale, tuttavia sembra avere una vita, parlando direttamente con Xavier.
- Capomastro Guru (stagioni 1-2).
Un presunto sciamano indigeno che ha accolto Xavier dopo essere rimasto orfano, insegnandoli pratiche mistiche e spirituali (tra cui il potere di guarire gli altri con l'uso del flauto "shakashuri"). Lo sciamano è spesso presente nei flashback e, nonostante l'adulazione di Xavier, si rivela essere abusivo, sadico, prepotente e crudele. Alla fine finge la propria morte per sbarazzarsi di Xavier, ma in seguito viene rivelato che ha dato a Xavier la sua tunica e l'ispirazione per aiutare le persone a sbarazzarsi di lui.
- Padre di Xavier (stagione 1).
Essendo morto, il padre di Xavier appare solo in flashback e visioni. Xavier afferma di voler vendicare la morte di suo padre, ma in uno di questi flashback suo padre insiste sul fatto che Xavier stesso lo abbia ucciso. Nell'episodio Shakashuri Blowdown, chiede esplicitamente ai telespettatori di giudicare loro stessi la situazione. Il padre di Xavier pare essere stato molto meno negligente e più amorevole rispetto alla madre. Tuttavia in un flashback (che Xavier negherà in seguito), il padre di Xavier porta il figlio in una posizione remota, abbandonandolo e lasciandolo solo con una bicicletta come mezzo di compensazione prima di schiantarsi su un camion ed esplodere .
- Madre di Xavier (stagione 2), doppiata da Alyson Levy.
La madre di Xavier viene vista costantemente nei flashback come un'alcolizzata e tossicodipendente, che si impegna spesso in rapporti sessuali con uomini e animali. Nell'episodio Haunted Tonk viene rivelato che Xavier è tornato indietro nel tempo per dire al sé stesso più giovane di dare a sua madre solo succo di mela e pillole di zucchero invece di alcol e medicine. La madre di Xavier pare averlo sempre odiato, definendolo spesso un "bambino demoniaco", tra gli altri nomi. Nell'episodio Braingeas Final Cranny viene rivelato che la madre di Xavier ha cercato di abortire il figlio, anche se ha scoperto di essere stata troppo avanti nella gravidanza per poterlo fare. Ha invece permesso al medico abortista di torturare suo figlio mentre era nel suo grembo con un pungolo per bestiame. In diversi episodi, Xavier viene visto alla ricerca di sua madre sperduta in giro per il mondo.

## Produzione

### Ideazione e sviluppo

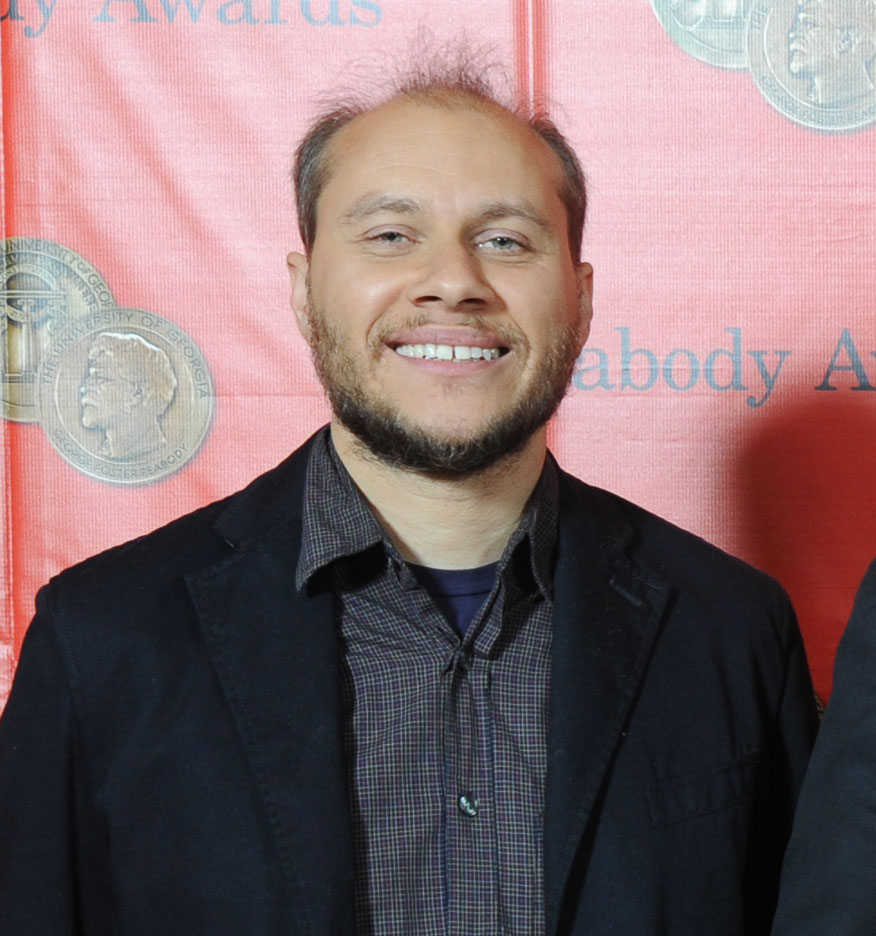
Vernon Chatman, co-creatore di Xavier: Renegade Angel e doppiatore del protagonista Xavier

I due produttori televisivi Vernon Chatman e John Lee hanno proposto la serie prima ancora che Wonder Showzen venisse accettato da MTV2 nel 2005. I due hanno presentato inizialmente Xavier: Renegade Angel come uno show in live action a Doug Herzog, responsabile di Comedy Central, il quale pensò che stessero organizzando uno scherzo, decidendo di chiamare il loro agente per chiedere informazioni. In seguito al rifiuto da parte del network, i due hanno deciso di festeggiare la première televisiva di Wonder Showzen, incontrando Nick Weidenfeld, un dirigente di Adult Swim, il quale è stato l'unico che si presentò in orario alle celebrazioni. Successivamente, Chatman e Lee hanno deciso di inviargli un dipinto della serie creato da Jim Tozzi del loro gruppo musicale e lavorativo PFFR, portando Weidenfeld ad accogliere la serie con clamore e spronandoli a creare una prima stagione composta da dieci episodi.
Nella serie, Chatman ha voluto ispirarsi ad un suo libro di battute e giochi di parole che non è riuscito ad inserire in nessuno dei suoi precedenti lavori, creando un primo concept del protagonista Xavier con tratti spirituali e New Age e delineando il suo umorismo.
I tempi di scrittura sono durati quattro mesi per stagione, quindi due settimane per ogni sceneggiatura. Il processo di produzione inizia con la sceneggiatura, proseguendo poi con il voiceover e gli storyboard. Successivamente le scene vengono animate da Cinematico a San Francisco nel giro di dieci mesi, i quali hanno comunicato le varie fasi tramite iChat. L'animazione è stata realizzata in CGI, in parte con l'utilizzo di tavolette grafiche Wacom Cintiq e tute motion capture. Il protagonista Xavier è basato su un disegno di Jim Tozzi.

## Distribuzione

### Trasmissione internazionale
- 4 novembre 2007 negli Stati Uniti d'America su Adult Swim;
- 17 maggio 2009 in Canada su Teletoon at Night;[11]
- 10 febbraio 2010 in Australia e Nuova Zelanda in DVD.[12]

### Edizioni home video
Il 10 novembre 2009, poco dopo la conclusione della serie, Adult Swim ha pubblicato Xavier: Renegade Angel in DVD per gli Stati Uniti. I filmati extra del cofanetto includono Xaviercise!, un video di allenamento fitness col protagonista Xavier, e Damnesia You: Inhonorable Unmentionables, dove sono inclusi una selezione di 13 cortometraggi dalla durata di circa due minuti ciascuno creati dai fan. Inoltre sono presenti i bizzarri commenti dei fan per quattro episodi della serie, di cui uno che include una voce computerizzata mentre parla con lo stesso vocabolario utilizzato dai personaggi della serie.
Il 10 febbraio 2010, Madman Entertainment ha pubblicato la serie in DVD per la regione 4 in Australia.
| Volume          | Episodi | Data di pubblicazione DVD | Data di pubblicazione DVD | Data di pubblicazione DVD |
| Volume          | Episodi | Regione 1                 | Regione 2                 | Regione 4                 |
| --------------- | ------- | ------------------------- | ------------------------- | ------------------------- |
| Seasons 1 and 2 | 20      | 10 novembre 2009          | N/A                       | 10 febbraio 2010          |

## Accoglienza
Nel 2009, Casey Burchby di DVD Talk ha assegnato alla serie tre stelle e mezzo su cinque, affermando che "Xavier: Renegade Angel è intelligente, piacevole e molto divertente". Ha aggiunto inoltre che la serie "non si sviluppa mai molto oltre il suo concetto originale e cade in un solco ripetitivo [...] proprio come Flight of the Conchords".
Xavier: Renegade Angel è stato ampiamente ignorato nella versione iniziale, tuttavia ha ottenuto un seguito di culto e nel 2017 è stato apprezzato per la sua originalità, le immagini assurde e l'umorismo intelligente e intricato. In quell'anno, Inverse ha inserito Xavier al 15º posto nella lista dei "25 personaggi di Adult Swim più iconici di tutti i tempi". Sempre nel 2017, Max Carpenter di Vulture ha affermato che "[la serie] si distingue come un perplesso di forma con i suoi dintorni grafici in stile Second Life [...] Anche nel contesto degli sforzi contorti di PFFR, la miscela di forma e contenuto della serie è una brillante anomalia. [...] Xavier si sviluppa su una commedia d'assalto, un'esplosione di giochi di parole e un ridicolo di immagini che lo spettatore medio può solo prendere in modo frammentario". Lionel Boyce, creatore di The Jellies!, lo ha inserita tra le sue serie animate preferite.